# کلیتون، منچستر
longitudeکلیتون، منچسترlatitudeکلیتون، منچستر
کلیتون (به انگلیسی: Clayton) یک شهر واقع در حومهٔ منچستر و در شمال غربی انگلستان است.

## نوشتارهای مرتبط
بانک استریت (زمین فوتبال)